# Lichaamsgeur
Lichaamsgeur is de geur die bij een bepaald persoon hoort. De geur hangt samen met de vluchtige stoffen die geproduceerd door bacteriën die op, of deels in, het lichaam groeien, of bijvoorbeeld in de mond. Deze bacteriën groeien snel bij de aanwezigheid van zweet, maar zweet zelf is bijna volledig geurloos voor de mens. 

## Kenmerkend
Lichaamsgeur is uniek per individu, behalve bij eeneiige tweelingen, en zou daarom gebruikt kunnen worden om mensen te identificeren. Dit wordt echter meer door dieren dan door mensen gedaan, omdat de mens de verschillende geuren niet goed genoeg kan onderscheiden. De lichaamsgeur wordt onder andere beïnvloed door dieet, geslacht, erfelijkheid, gezondheid en medicijngebruik. 

## Erfelijkheid
De lichaamsgeur wordt grotendeels bepaald door MHC-moleculen. Deze zijn genetisch bepaald, en spelen een grote rol bij de immuniteit van organismen. 

## Gezondheid
Vaak treedt sterkere lichaamsgeur op bij jeugdigen in de puberteit, of bij ouderen, bij wie ook hun eigen reukvermogen achteruit gaat. Daarnaast kunnen verscheidene typen geuren een bepaalde ziekte aanduiden. De geur van aceton bij diabetes, en ammoniak bij een beschadigde lever zijn bekende voorbeelden.

## Voorkomen
Ontwikkeling van lichaamsgeur kan worden tegengegaan dan wel gecamoufleerd door gebruik van deodorant, desinfectiemiddelen of speciale zeep. 